# Peggy Guggenheim Collection
Peggy Guggenheim Collection (Kolekcja Peggy Guggenheim) – muzeum sztuki nowoczesnej i współczesnej mieszczące się w Palazzo Venier dei Leoni w Wenecji. Zbiory muzeum bazują na prywatnej kolekcji Peggy Guggenheim przekazanej przez nią w 1976 roku na rzecz Solomon R. Guggenheim Foundation.

## Historia kolekcji Peggy Guggenheim

### Początki

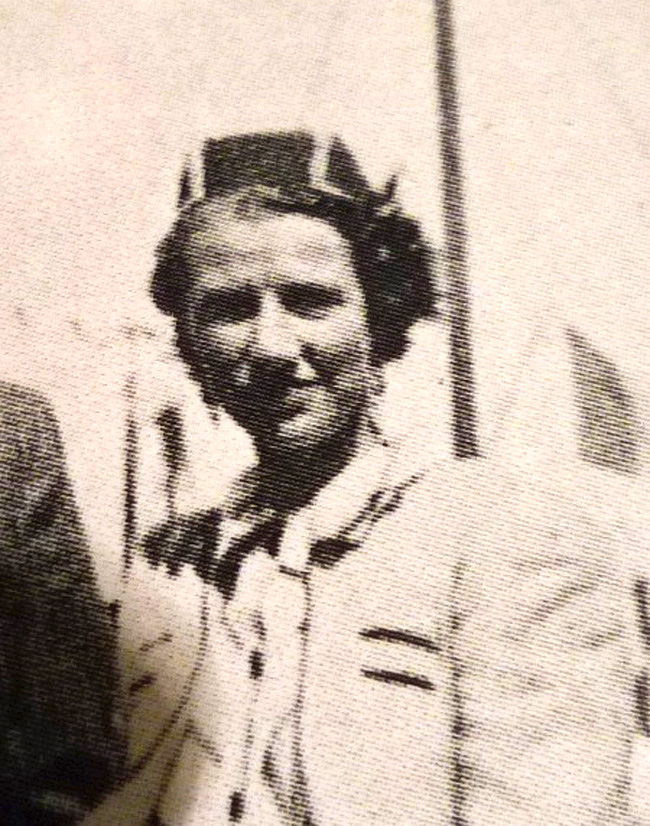
Peggy Guggenheim (Marsylia, 1937)

Peggy Guggenheim, założycielka muzeum, urodziła się w 1898 roku w Nowym Jorku jako córka pochodzącego ze Szwajcarii Benjamina Guggenheima i Florette Seligman. Ojciec, który zginął w 1912 roku w katastrofie Titanica, zostawił jej w spadku pokaźną sumę pieniędzy. Peggy Guggenheim w 1920 roku zainteresowała się sztuką odwiedzając galerię Alfreda Stieglitza, w której zetknęła się z pracami  Paula Cézanne'a, Pabla Picassa, Henriego Matisse’a oraz Georgii O’Keeffe, przyszłej żony Stieglitza. W latach 20 podróżowała do Europy. Odkryła Paryż, w którym potem mieszkała, z przerwami, 22 lata. Coraz intensywniej interesowała się sztuką, zawarła znajomość z wybitnymi artystami, jak pisarka Djuna Barnes, rzeźbiarz Constantin Brâncuși, którego prace gromadziła oraz malarz Marcel Duchamp. W 1936 roku odwiedziła New Burlington Galleries, co zainspirowało ją do założenia własnej kolekcji dzieł sztuki. Jej wuj, Solomon Robert Guggenheim miał już kolekcję Dawnych Mistrzów, ale ona sama interesowała się bardziej sztuką współczesną. 24 stycznia 1938 założyła własną galerię, nazwaną Guggenheim Jeune, w której znalazło się 30 rysunków Jeana Cocteau. W październiku 1942 roku otworzyła na Manhattanie galerię sztuki, w której zaprezentowała swoje nabytki z dziedziny kubizmu, abstrakcjonizmu i surrealizmu. Na wystawie znalazły się prace największych artystów europejskich oraz z młodych, nieznanych Amerykanów, jak: Robert Motherwell, Mark Rothko, Janet Sobel, Clyfford Still i Jackson Pollock. Po wojnie odkryła Wenecję; w 1948 roku jej kolekcja została zaprezentowana na miejscowym Biennale; był to pierwszy europejski pokaz prac takich twórców jak: Pollock, Rothko i Arshile Gorky.

### Zakup Palazzo Venier dei Leoni
W 1949 roku kupiła Palazzo Venier dei Leoni przy Canal Grande. W jego ogrodach urządziła wystawę rzeźb. Swoje zbiory wystawiała w całej Europie, w tym we Florencji, Mediolanie, Amsterdamie, Brukseli i Zurychu. Począwszy od 1951 roku udostępniała swoje zbiory dla publiczności w sezonach letnich. W 1976 roku podarowała pałac i kolekcję Fundacji Salomona Guggenheima. Zmarła w dniu 23 grudnia 1979. Jej prochy pochowano w rogu ogrodu Palazzo, w pobliżu miejsca, gdzie pogrzebanych zostało jej 14 ulubionych psów rasy Lhasa apso. 

## Zarząd muzeum
Od 1979 roku odpowiedzialność za zarządzanie Peggy Guggenheim Collection ponosi brytyjski historyk sztuki i konserwator, Philip Rylands. Początkowo był on administratorem, następnie (od 1986 roku) zastępcą dyrektora, a od 2000 roku jest dyrektorem placówki. W tym czasie Peggy Guggenheim Collection podwoiła swoją wielkość, stając się 11. najczęściej odwiedzanym muzeum sztuki we Włoszech i najczęściej odwiedzanym muzeum sztuki w Wenecji. Rylands jest kuratorem wystaw, sporadycznie wykłada, pisze artykuły do gazet, recenzje i artykuły naukowe oraz teksty do katalogów wystawowych.

## Zbiory
Podstawową misją muzeum jest prezentacja prywatnej kolekcji Peggy Guggenheim. Znajdują się w niej największe dzieła kubizmu, futuryzmu, malarstwa metafizycznego, europejskiej abstrakcji, awangardowej rzeźby, surrealizmu i amerykańskiego ekspresjonizmu abstrakcyjnego, w tym prace takich artystów jak: Pablo Picasso (Poeta, Na plaży), Georges Braque (Klarnet), Marcel Duchamp (Smutny młody człowiek z pociągu), Fernand Léger, Constantin Brâncuși (Maiastra, Ptak w przestrzeni), Gino Severini (Morze = Tancerka), Francis Picabia (Bardzo rzadki obraz na Ziemi), Giorgio de Chirico (Czerwona wieża, Nostalgia poety), Piet Mondrian (Composition No. 1 with Grey and Red 1938/Composition with Red 1939), Wassily Kandinsky (Pejzaż z czerwonymi plamami, nr 2, Biały Krzyż), Joan Miró (Siedząca kobieta II), Alberto Giacometti (Kobieta z poderżniętym gardłem, Idąca kobieta), Paul Klee (Magiczny ogród), Max Ernst (Pocałunek, Ubieranie poślubionej), René Magritte (Imperium światła), Salvador Dalí (Narodziny płynnych pragnień), Jackson Pollock (The Moon Woman, Alchemy). W skład kolekcji wchodzą także dzieła sztuki przekazane po śmierci Peggy Guggenheim do Fundacji Solomona R. Guggenheima na rzecz jej weneckiego muzeum, a także obrazy z kolekcji prywatnych przekazane na zasadzie długoterminowego wypożyczenia. Wśród tych ostatnich znalazło się 26 dzieł tworzących Gianni Mattioli Collection, w skład której weszły renomowane prace włoskiego futuryzmu, między innymi: Materia i Dynamizm cyklisty Boccioniego, Demonstracja interwencjonisty Carry Trwałość mgły Russolo, Błękitna tancerka Severiniego oraz wczesne obrazy Giorgio Morandiego i rzadki portret pędzla Amedeo Modiglianiego. 

### Hannelore B. and Rudolph B. Schulhof Collection
5 października 2012 roku Kolekcja Peggy Guggenheim w Wenecji otrzymała w darze 83 prace, przekazane testamentem przez zmarłą 23 lutego kolekcjonerkę sztuki, Hannelore B. Schulhof. W skład obszernej kolekcji, budowanej przez nią wspólnie z mężem, Rudolfem B. Schulhofem, wchodziły dzieła amerykańskiej i europejskiej sztuki współczesnej, powstałe zwłaszcza w latach 70. i 80. 12 października oficjalnie stały się one częścią kolekcji jako Hannelore B. i Rudolph B. Schulhof Collection. Schulhofowie spotkali Peggy Guggenheim na Biennale w Wenecji w 1966 roku i zaprzyjaźnili się z nią dzieląc wspólnie zamiłowanie do sztuki. W 1980 roku Hannelore B. Schulhof została członkiem założycielem rady konsultacyjnej Peggy Guggenheim Collection Advisory Board, natomiast Rudolf B. Schulhof był w latach 1993–1999 członkiem zarządu Fundacji Solomona Guggenheima. W ich kolekcji znalazły się prace takich artystów jak: Alexander Calder, Giuseppe Capogrossi, Eduardo Chillida, Ellsworth Kelly, Willem de Kooning, Lucio Fontana, Jean Dubuffet, Jasper Johns, Donald Judd, Anish Kapoor, Mark Rothko, Cy Twombly i Andy Warhol. W ogrodzie rzeźby znalazły się natomiast dzieła takich twórców jak: Anthony Caro, Barbara Hepworth, Jenny Holzer, Anish Kapoor, Isamu Noguchi oraz inni. 

### Patsy R. and Raymond D. Nasher Sculpture Garden
W ogrodzie rzeźby im. Patsy R. and Raymond D. Nasherów znajdują się zarówno eksponaty z kolekcji stałej muzeum jak i dzieła z kolekcji prywatnych, wypożyczone tymczasowo przez muzeum. Poza dziełami wchodzącymi w skład kolekcji Hannelore B. i Rudolpha B. Schulhofów są tu prace takich artystów jak: Hans Arp, Raymond Duchamp-Villon, Max Ernst, Sol LeWitt, Marino Marini, Henry Moore.

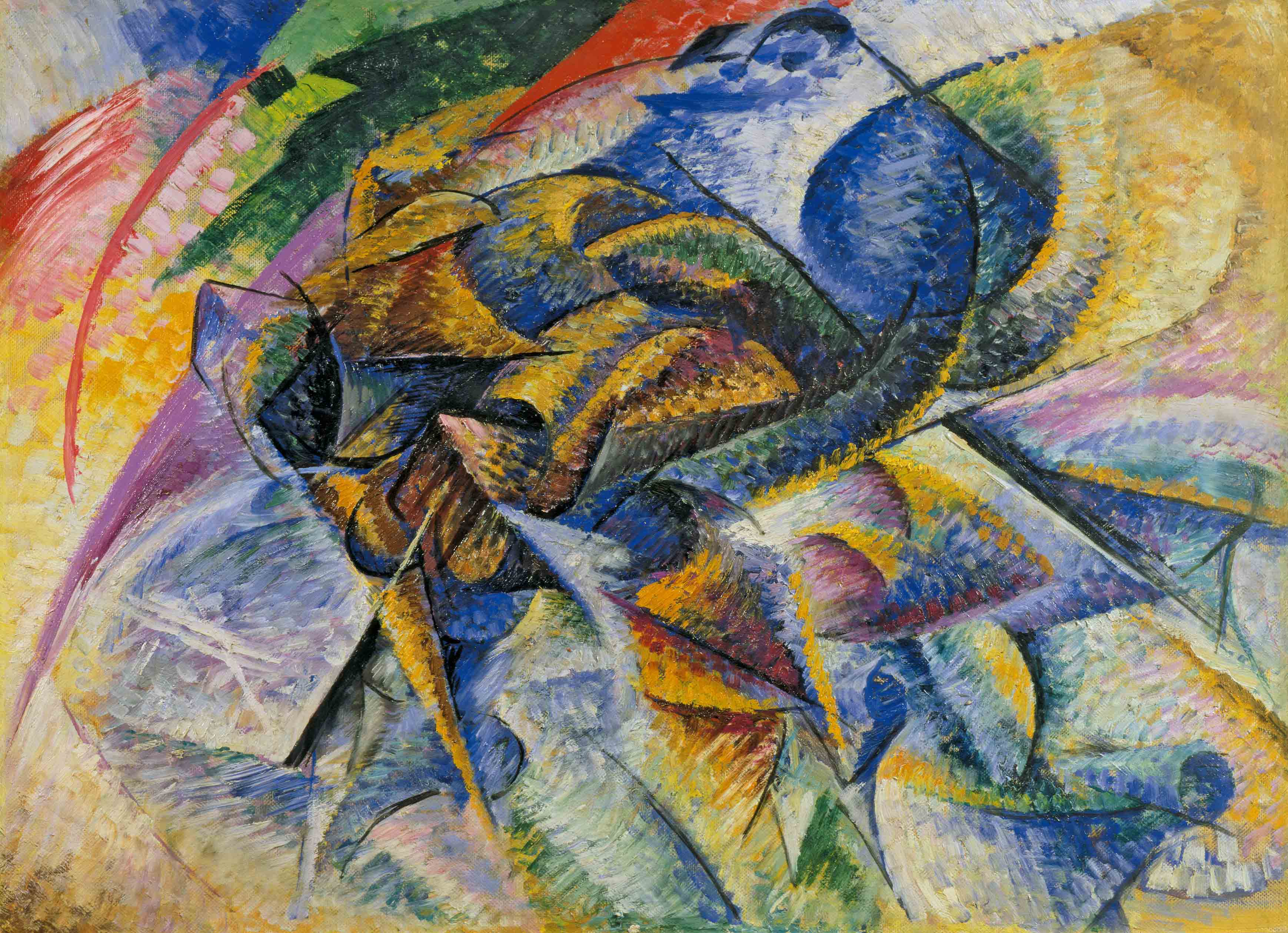
Umberto Boccioni, Dynamizm cyklisty, 1913
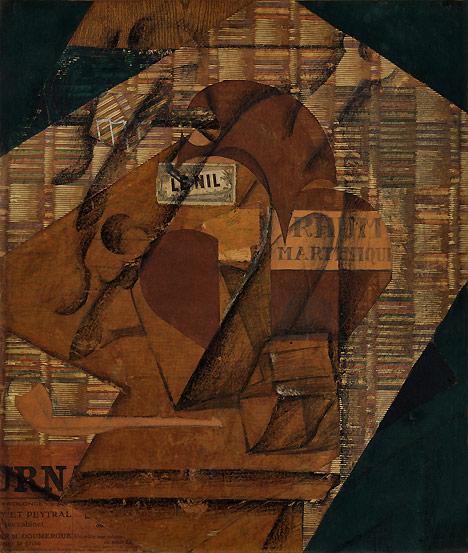
Juan Gris, Butelka rumu i gazeta, 1914
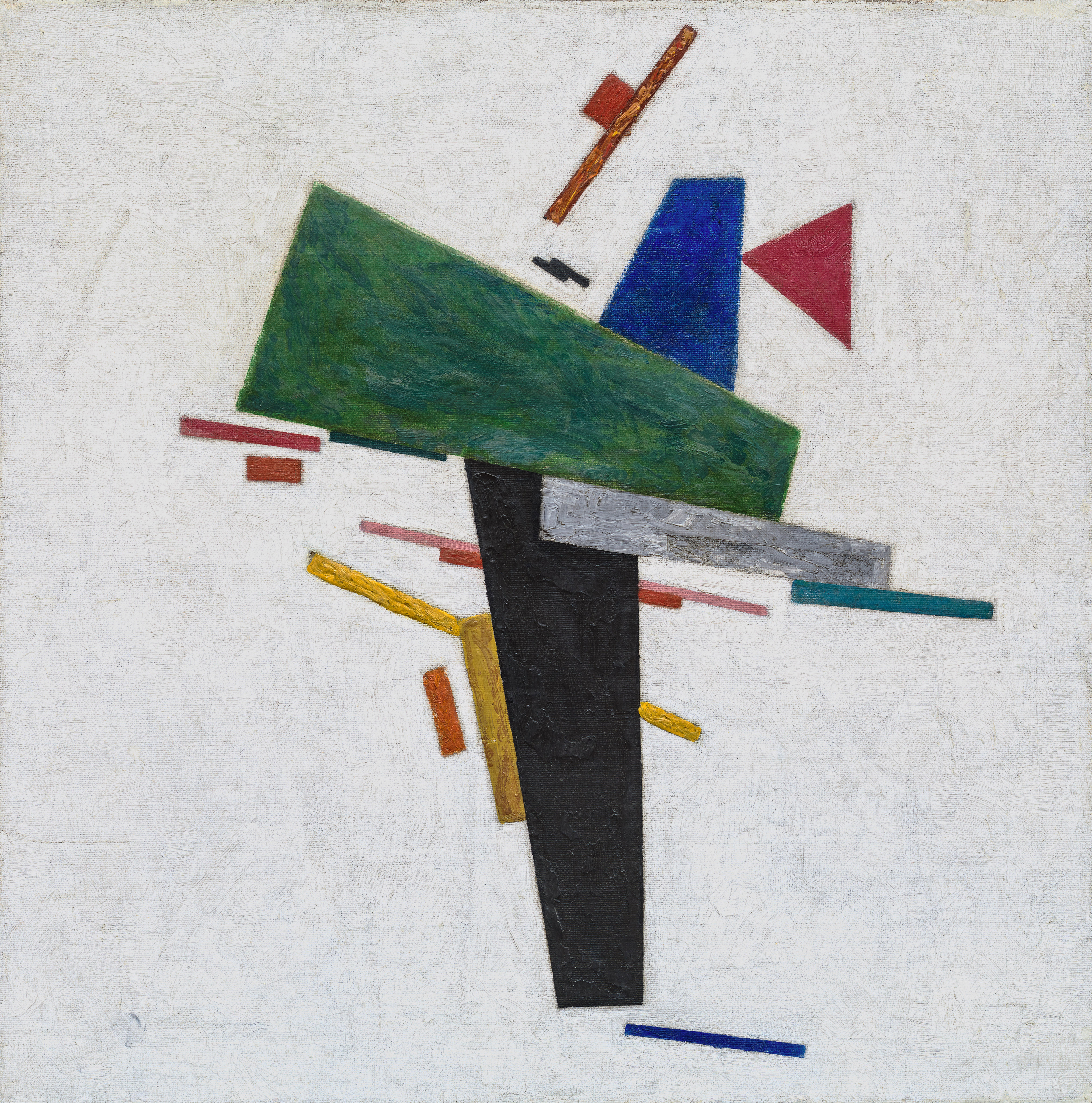
Kazimierz Malewicz, bez tytułu, 1916
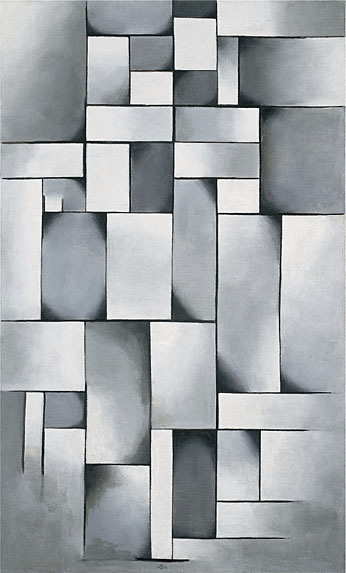
Theo van Doesburg, Composition in gray (Rag-Time), 1919
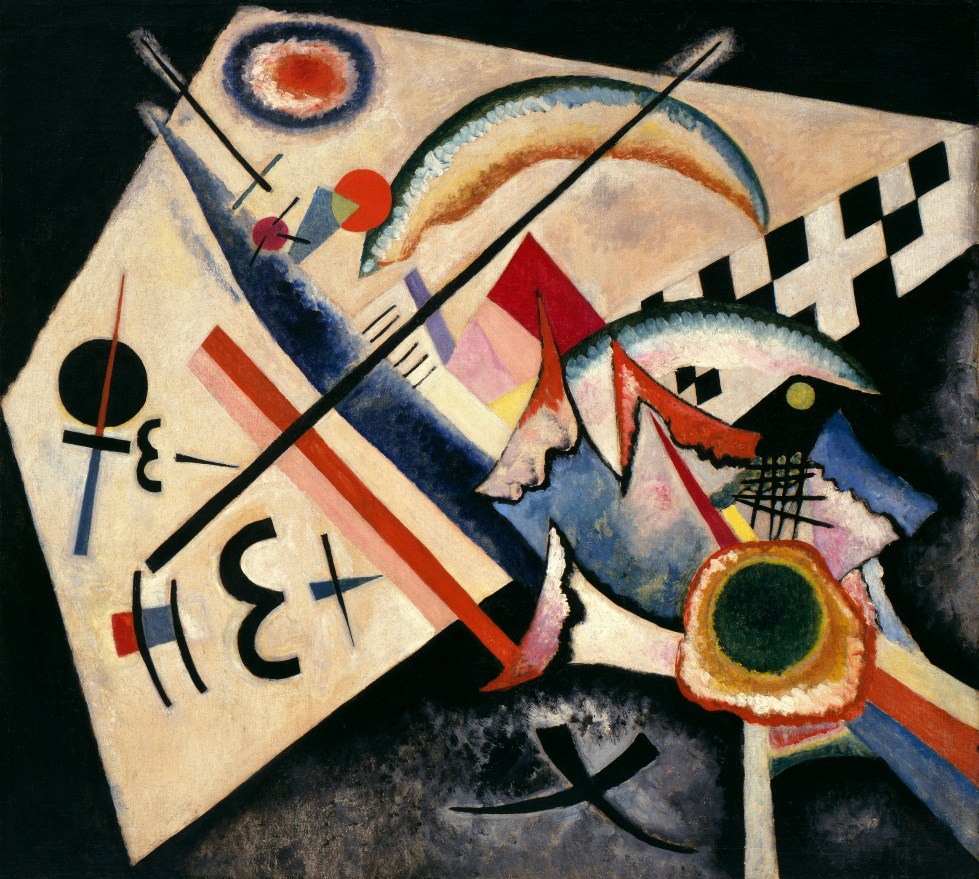
Wassily Kandinsky, Biały Krzyż, 1922